# Babakinidae
Babakinidae zijn een familie van weekdieren uit de klasse van de Gastropoda (slakken).

## Geslachten
- Babakina Roller, 1973
  - = Babaina Roller, 1972
  - = Rioselleolis Ortea, 1979